# Томас Хетхе
Томас Хетхе (на немски: Thomas Hettche) е германски писател и преводач, автор на романи, разкази и есета.

## Биография
Хетхе е роден през 1964 г. в село Трайс (присъединено към новосъздадения град Щауфенберг през 1974 г.), провинция Хесен, където семейството му живее от поколения като земеделци и занаятчии.
Хетхе завършва гимназия в Гисен и полага матура през 1984 г. До 1991 г. следва германистика, кинознание и философия във Франкфуртския университет, където получава магистърска, а през 1999 г. – и докторска степен.
След престои във Венеция, Краков, Щутгарт, Рим и Лос Анджелис Хехте живее в Берлин и Швейцария като писател на свободна практика.
Наред с писателската си дейност работи като журналист, пише критики, репортажи и есета, между другото за Франкфуртер Алгемайне Цайтунг и Нойе Цюрхер Цайтунг.
През 2002 г. е доцент по поетика в Академията на науките и литературата към университета в Майнц, а през 2003 г. преподава в Марбургския университет.
Хетхе си създава име на преводач от италиански език. През 1997 г. публикува първото немскоезично издание на „I Modi“, еротичните сонети на ренесансовия поет Пиетро Аретино.
Томас Хетхе е член на немския ПЕН клуб и на Немската академия за език и литература в Дармщат.

## Награди и отличия
- 1986: Preis des Jungen Literaturforums Hessen
- 1987: Preis des Jungen Literaturforums Hessen
- 1988: Hungertuch-Preis des Hessischen Literaturbüros Frankfurt am Main
- 1989: „Награда Ингеборг Бахман“
- 1989: Stipendium des Literarischen Colloquiums Berlin
- 1990: „Рауризка литературна награда“
- 1990: Robert Walser-Preis
- 1993: Stipendium der Akademie Schloss Solitude
- 1994: „Награда Ернст Роберт Курциус“ за есеистика
- 1995: Stipendium des Centro Tedesco di Studi Veneziani
- 1996: Rom-Preis der Deutschen Akademie Villa Massimo
- 1999: Stipendium der Villa Decius[1] in Krakau
- 2001: „Шпихер: литературна награда Лойк“
- 2002: Stipendium der Villa Aurora in Los Angeles
- 2003: Künstlerischer Gast des Collegium Helveticum in Zürich
- 2004: Stipendium der Deutschen Akademie Rom für die Deutsche Akademie Rom Villa Massimo
- 2005: „Награда Инзелшрайбер“, Зюлт
- 2005: Premio Grinzane Cavour für Der Fall Arbogast
- 2006: „Немска награда за книга“ (финалист)
- 2010: „Немска награда за книга“ (номинация)
- 2013: „Дюселдорфска литературна награда“
- 2014: „Немска награда за книга“ (финалист)
- 2014: „Награда Вилхелм Раабе (2000)“
- 2014: „Баварска награда за книга“
- 2015: „Литературна награда на Золотурн“
- 2016: „Награда Волфганг Кьопен“
- 2018: „Награда Херман Хесе“